# Mistr budňanského oltáře
Mistr budňanského oltáře je pomocné pojmenování pro pozdně gotickou anonymní malířskou dílnu, jejíž činnost lze doložit na konci 15. století (90. léta) v Čechách. Jsou jí připsány tři oltářní retábly.

## Koncept dílny Mistra Budňanského oltáře
Pod pomocným pojmenováním „Mistr Budňanského oltáře“ rozumíme konstrukt provozu pozdně středověké malířské dílny, která vytvářela na zakázku malířská díla, zejména oltářní retábly. Konstrukt je založen pouze na připsání třech dochovaných děl, která na základě velice blizkých formálních znaků (stylová analýza), nikoliv na písemných pramenech. Nakolik jsme schopni z formy a technologie dochovaných děl vysledovat určitá specifika, jsme schopni sledovat určitá specifika či strategie, se kterými dílna pracovala.

## Připsaná díla

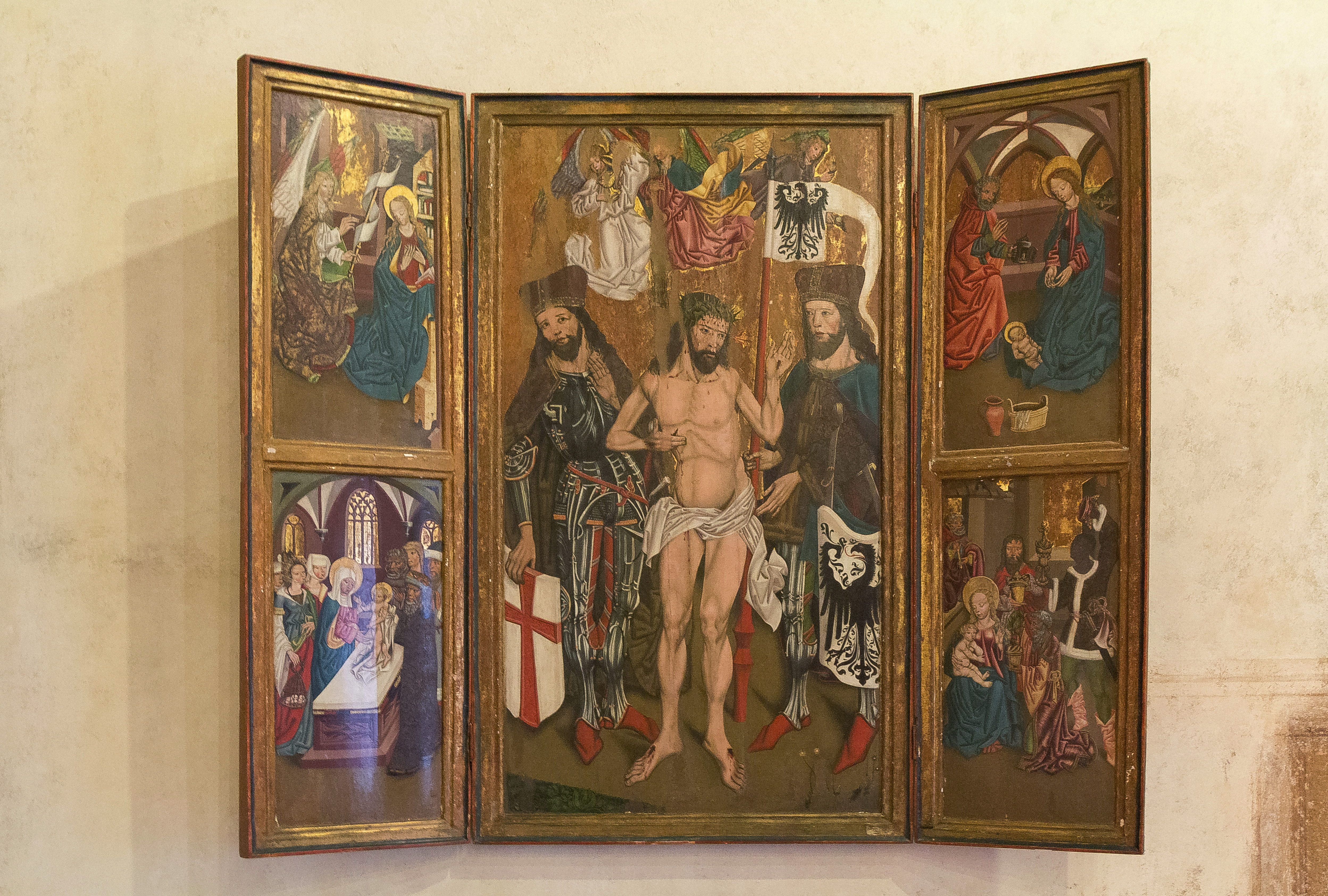
Hlavní oltář kostela sv. Palmácia v Budňanech, dnes v expozici hradu Karlštejn

### Budňanský oltář
Hlavní oltářní retábl z kostela sv. Palmacia v Budňanech, vesnici v podhradí hradu Karlštejn. Dochoval se střed a dvě oboustranně malovaná křídla retáblu, včetně původního rámu. Byl vytvořen po roce 1491, a v době svého vzniku byl určen do filiálního kostela karlštejnské kapituly. Karlštejnská kapitula či tehdejší karlštejnský purkrabí Beneš z Veitmile byli s největší pravděpodobností zadavatelé objednávky tohoto retáblu. Oltář byl v době okolo přelomu 18. a 19. století přesunut do prostor hradu Karlštejn, kde se nachází dodnes. V současnosti se nachází v tzv. Rytířském sále v expozici hradu.

### Průhonický oltář

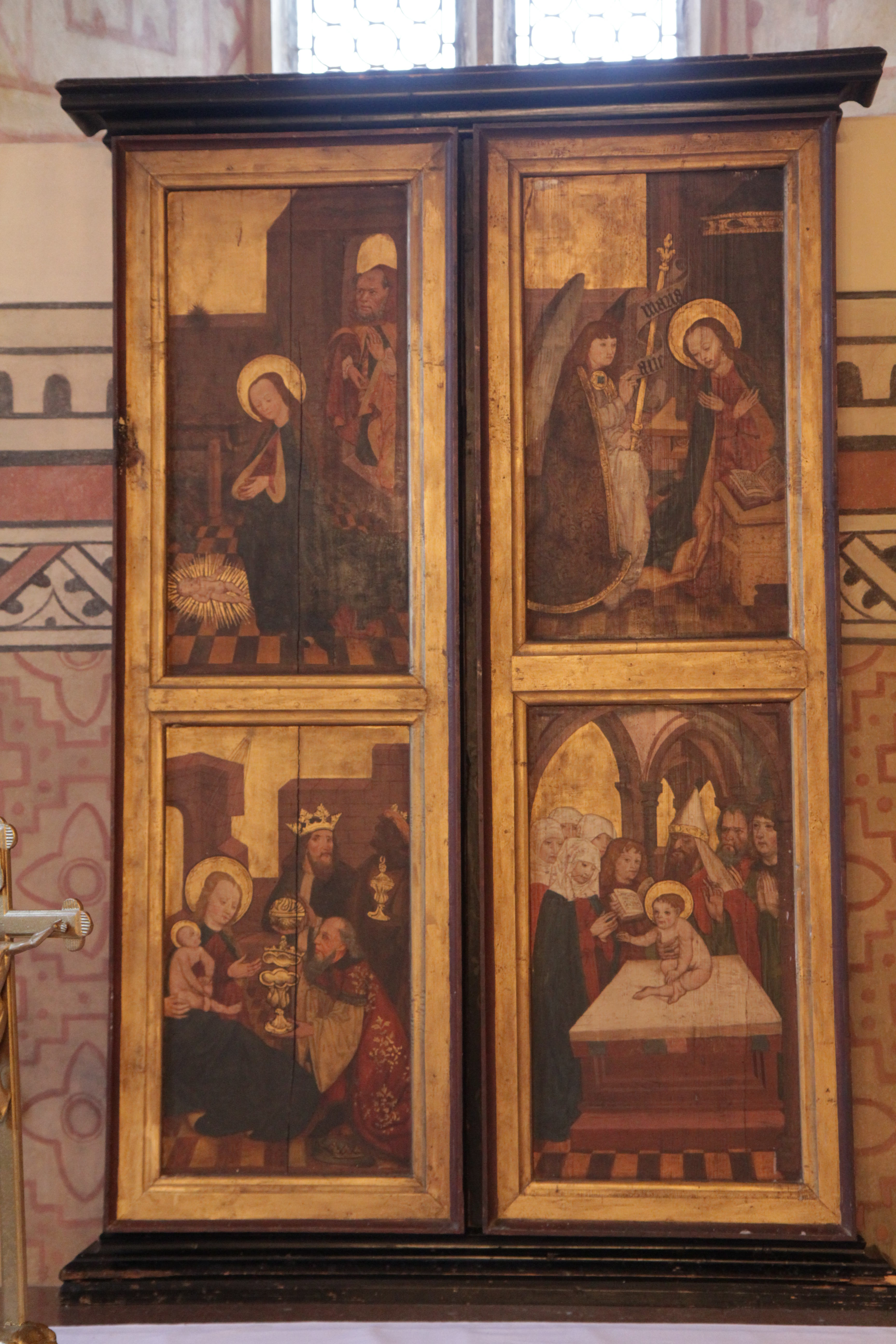
Kopie Průhonického oltáře, která dnes slouží liturgickým účelům v kostele Narození P. Marie v Průhonicích

Hlavní oltář určený do kostela Narození Panny Marie v Průhonicích, nedaleko Prahy. Dochovaly se dvě oboustranně (pohyblivá) a dvě jednostranně (pevná) malovaná křídla retáblu, včetně původních rámů. Vznikl pravděpodobně v 90. letech 15. století, a jeho objednavatelem byl tehdejší majitel průhonické tvrze a držitel patronátního práva k dotčenému kostelu Jan Dubecký z Dubče († 1508). Nejspíše v souvislosti s poničením kostela během třicetileté války byl retábl nahrazen novým, barokním, který byl při puristické obnově kostela na konci 19. století odstraněn (nedochoval se), a opět nahrazen zbytky původního pozdně gotického oltáře, sestaveného v chybné adjustaci. Originál byl zde až do roku 1927, kdy byl odkoupen do Národní galerie v Praze, a nahrazen věrnou kopií, která je v kostele dodnes.

### Oltář křižovnického kláštera
Dochoval se střed oltáře a dvě oboustranně malovaná pohyblivá křídla retáblu. Původní určení není známo, hypotetické určení v kostele či klášteře Křižovníků s červenou hvězdou na Starém Městě nelze nijak doložit, a to ani na základě barokního popisu starého kostela. Dnes se nachází v majetku Křižovníků s červenou hvězdou, uložen je v klášteře na Starém Městě.